# Munkácsy Mihály Múzeum
A Munkácsy Mihály Múzeum (5600 Békéscsaba, Széchenyi utca 9. sz.; alapítva 1899-ben) Békés vármegye megyei múzeuma, 1899-ben alapította a Békéscsabai Múzeumi Egyesület. Kezdettől fogva széles gyűjtőkört alakítottak ki. Folyamatosan gyűjtenek régészeti, természetrajzi, paleontológiai, történeti, néprajzi, iparművészeti és képzőművészeti múzeumi tárgyakat, sőt az újabb időkben már 50 ezer felvételt tartalmazó fotótárat is kialakítottak. A gyermekkorát s ifjú házas korát Békéscsabán töltő Munkácsy Mihály magyar festő relikviáinak és képeinek elhelyezésére nagy gondot fordítanak.

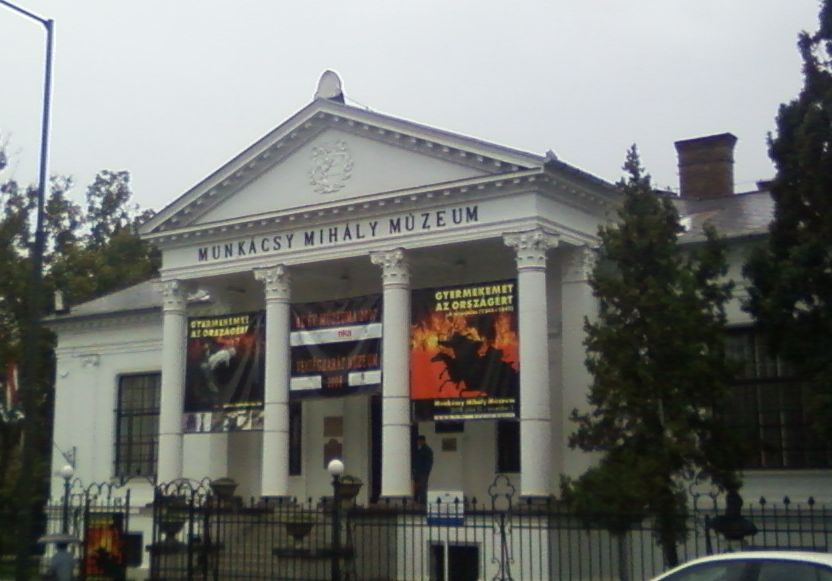
A múzeum homlokzata

## Az épület
Békéscsaba városának vezetői a múzeum gyűjteményének növekedése miatt új épületet terveztettek helyi építészükkel, Wagner Lajossal. A neoklasszicista stílusú épület 1913-ra épült fel, 1914-ben avatták. 1951-ben vette fel a múzeum Munkácsy Mihály nevét. 1959-ben helyezték el a múzeum előtt Borsos Miklós Munkácsy Mihályról készített szobrát. 1978-ban bővítették újabb épületrésszel. A 2000-es években modernizálták.
Eredetileg nemcsak múzeumnak, hanem kulturális központnak is szánták az épületet. A két világháború közt be is töltötte e szerepét, múzeum is volt, fellendült az ásatások révén az 1930-as években, másrészt otthont adott a kortárs irodalomnak és zenének. A múzeum épületében tartotta rendezvényeit az Auróra Kör, amely Bartók Béla, Kodály Zoltán szereplésével is szervezett hangversenyeket, irodalmi estjein felolvasott Illyés Gyula, Szabó Lőrinc, Móricz Zsigmond.

## A gyűjtemény
A közeli múltban mintegy 170 ezer régészeti, 10 ezer néprajzi, 5500 képzőművészeti, 4500 történeti és több ezer természettudományi múzeumi tárggyal rendelkeztek, amely folyamatosan gyarapszik.

Kiemelkedő a madártani gyűjteményük. 18. századi festett, faragott és datált bútoraik a néprajzi gyűjtemény ékességei.

Munkácsy relikviái és festményei a legértékesebb műtárgyak közé tartoznak. 1994-ben a nagy magyar festő tiszteletére egy külön kiállítóhelyet is létesítettek Békéscsabán, a Munkácsy Mihály Emlékházat.

A magyarországi kisebbségek közül a szlovákok és a románok hagyományos kulturális emlékeinek bázismúzeuma a Munkácsy Mihály Múzeum, állandó múzeumi kiállító helye a Szlovák Tájház.

## Állandó kiállításaik

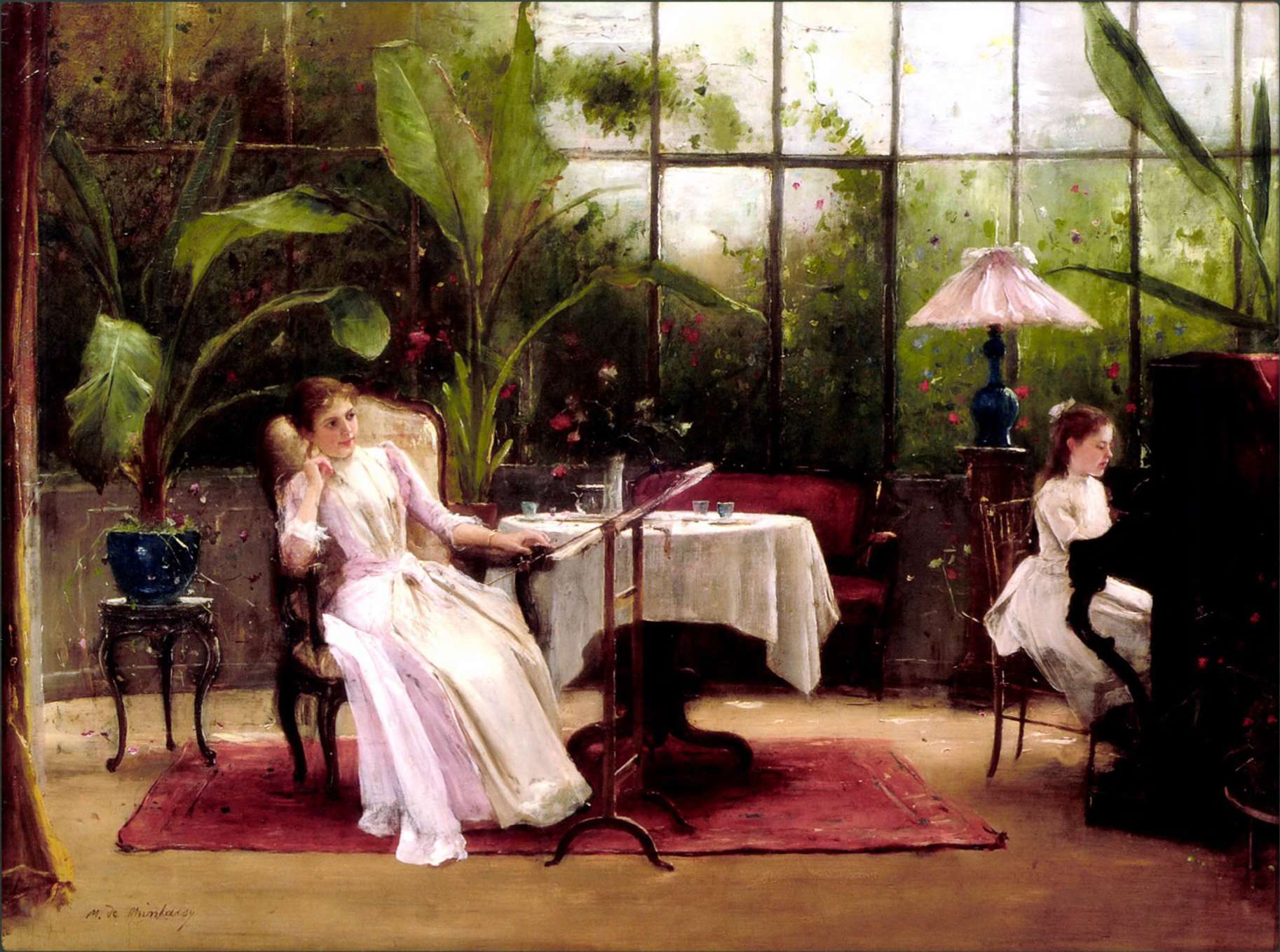
Munkácsy Mihály: Zongoralecke (1890)

- Hagyományos gazdálkodás Békés megyében
- Munkácsy Mihály állandó kiállítás
- Régészeti Kiállítás
- Természettudományi kiállítás
- Történeti rész
- Jankay–Kolozsváry–Tevan Gyűjtemény

## Működése
A Munkácsy Mihály Múzeum számos időszakos kiállítással is várja közönségét, 2008-ra a fenntartó megyei önkormányzat európai uniós pályázata révén megújult a múzeum, kiállítói tereit megnagyobbították, óriási akvárium, műhelyek, háromdimenziós vetítőterem, több tucat érintőképernyő, többnyelvű tárlatvezetés várja az érdeklődőket.
A Múzeum 2008-ban elnyerte a „Látogatóbarát-Múzeum” díjat.

## Külső hivatkozások
- A Munkácsy Mihály Múzeum honlapja
- A Munkácsy Mihály Múzeum Munkácsy emlékszobája
- Munkácsy Mihály Emlékház honlapja